# أنتوني كيف براون
أنتوني كيف براون (بالإنجليزية: Anthony Cave Brown)‏ هو صحفي ومؤرخ أمريكي، ولد في 21 مارس 1929، وتوفي في 14 يوليو 2006 بسبب خرف.